# Izora jezik
Izora jezik (ISO 639-3: cbo), nigersko-kongoanski jezik iz Nigerije, kojim govori oko 1 500 ljudi (Blench 2003) na području države Plateau u lokalnoj samoupravi Bassa. Klasificira se užoj skupini kainji i s još dvanaest drugih jezika podskupini jera. Jezik se zove izora’ ili ‘cokobanci’; a govornik ‘Bacokobi’, dok su govornici ‘Cokobawa’ ili ‘Ndazora’.
Danas ga potiskuje jezik hausa [hau]. 

## Vanjske poveznice
- Ethnologue (14th)
- Ethnologue (15th)